# Edward Doherty
Edward „Eddie“ J. Doherty (* 30. Oktober 1890 in Chicago, Illinois; † 1975) war ein US-amerikanischer Schriftsteller und Drehbuchautor, der einmal für den Oscar für die beste Originalgeschichte nominiert war.

## Leben
Doherty arbeitete zunächst als Journalist für verschiedene Tageszeitungen und verfasste zahlreiche Romane und Erzählungen, ehe er in den 1930er und 1940er Jahren auch einige Vorlagen für Filme schuf.
Er verfasste zusammen mit Jules Schermer das Drehbuch zu Fünf Helden (The Sullivans, 1944), einem Kriegsdrama um fünf Brüder, die in der US Navy dienten. In dem von Lloyd Bacon inszenierten Film spielten Anne Baxter, Thomas Mitchell und Selena Royle die Hauptrollen. Doherty und Schermer wurden für den Oscar für die beste Originalgeschichte nominiert, den Preis erhielt dann jedoch Leo McCarey für den Film Der Weg zum Glück.
1943 heiratete er die aus Russland stammende Ekaterina Fyodorovna Kolyschkine de Hueck, die Anfang der 1930er Jahre die Missionsgesellschaft Friendship House gegründet hatte. Nach der Eheschließung folgten zahlreiche Bücher mit religiösen Inhalten, aber auch eine Biografie über seine Ehefrau unter dem Titel Tumbleweed: A Biography of Catherine Doherty sowie eine Biografie über den Gründer des Ordens der Montfortaner,  Louis-Marie Grignion de Montfort mit dem Titel Wisdom’s Fool: A Biography of St. Louis de Montfort. Darüber hinaus gründeten er und seine Ehefrau 1947 die Laienbewegung Madonna House Apostolate.
1969 empfing Doherty im Ritus der melkitischen Griechisch-katholischen Kirche die Weihe zum Priester durch den Erzeparch der Erzeparchie Akka, Joseph-Marie Raya.

## Veröffentlichungen

### Romane, Erzählungen
- Whispers, Roman, 1920
- The Broadway murders, 1929
- The Rain girl, 1930
- Shackled Cinderella, 1932
- Sand Hog, Roman, 1935
- Gall and honey: The Story of a Newspaperman, 1941
- Matt Talbot, Roman, Neuauflage 2001

### Sachbücher, Biografien
- Tumbleweed: A Biography of Catherine Doherty, Biografie, Neuauflage 1988
- Wisdom’s Fool: A Biography of St. Louis de Montfort, 1993
- Getting to Know God, Neuauflage 1998
- True Devotion to Mary, Neuauflage 2005 (Adaption von de Montforts Abhandlung über die vollkommene Andacht zu Maria)
- Splendor of Sorrow: The Seven Sorrows of the Mother of God, Neuauflage 2010

## Filmografie
- 1933: The Past of Mary Holmes
- 1935: Under Pressure
- 1944: Fünf Helden (The Sullivans)